# 小嘲鶇
小嘲鶇（学名：Mimus polyglottos），或稱反舌鳥、模仿鳥、仿聲鳥，是一種善於模仿各種聲音的鳥，主要活動於美國南半部，以及加拿大、加勒比海區域。

## 外部連結
- 模仿鸟的歌聲 （页面存档备份，存于）